# Maravilhas
Maravilhas är en kommun i Brasilien.   Den ligger i delstaten Minas Gerais, i den sydöstra delen av landet, 500 km sydost om huvudstaden Brasília. Antalet invånare är 7 156.
Omgivningarna runt Maravilhas är huvudsakligen savann. Runt Maravilhas är det glesbefolkat, med 20 invånare per kvadratkilometer.